# Пьян Хабиб
Пьян Хабиб (малайск. Pyan Habib; 27 мая 1958, Тайпинг, Перак — 4 июня 2024, Хулу-Кланг, Селангор) — малайзийский поэт и киноактёр.

## Краткая биография
Окончил начальную школу. Дальнейшему обучению помешала глухота, возникшая в возрасте 11 лет после болезни. В 1975 году приехал в Куала-Лумпур. Работал на подсобных должностях, в том числе посудомойкой в ресторане (1977).

## Творчество
Писал стихи с 1976 года. С 1979 года публиковался в литературном журнале «Деван Састра». В 1982 году стал работать журналистом в популярном журнале «Мастика» (Драгоценность). Внимание критиков привлекли его сборники «Голос» (1982) и «Нерв моей печали» (1985). Стихи поэта носят остросоциальный характер, полны сочувствия к борьбе угнетенных народов за своё освобождение (в том числе народа Палестины). Их высоко ценили Абдул Латиф Мохидин (бывший его ментором) и Усман Аванг. Вместе с тем он избегал активного вовлечения в политику. Некоторые стихи положены на музыку (например, «Мой отец — министр» композитора и певца Меора Юсуфа Азиддина).
Являлся одним из инициаторов проведения поэтических чтений «под фонарным столбом» Базара искусств в Куала-Лумпуре в 1986 году, членом группы поэтов и художников «Сыны природы». Принимал активное участие в деятельности писательской организации «Пена», регулярно выступал на проводимых ею ежемесячных поэтических чтениях.
Снялся в шести фильмах.
Умер вечером 4 июня 2024 года в своём доме в Хулу Келанг в возрасте 66 лет.

## Публикации
- Pyanhabib. Suara. Kuala Lumpur, 1982
- Pyanhabib. Saraf Dukaku. Kuala Lumpur, 1985
- Pyanhabib, Dinsman. Antologi Puisi 56 Penyair. eBook PDF / e-Pub, 2010
- Pyanhabib. Balada Pyanhabib. ITBM, 2012 ISBN 9830688968
- Pyanhabib.Melukis Puisi : Sebuah Pencitraan Puisi-Puisi Pyanhabib. ITBM, 2015 ISBN 9789670892450
- Pyanhabib Rahman @ Osman Tikus. Politikus Tikus. Tikus. Kuala Lumpur: Thukul Bersekutu, 2017 ISBN 9789672011736
- Pyanhabib. Dialog Kecil PYANHABIB: Bonus, Teruskan Saja, BIB! eBook PDF / e-Pub, 2017

## Фильмография
- Karya (2017)[8]
- Usop Wilcha Menghonjang Makhluk Muzium (2015)
- Mat Som (1990)
- Tak Kisahlah… Beb! (1989)
- Tsu-Feh Sofiah (1986)
- Kembara Seniman Jalanan (1986)

## Награды
- Лучшая мужская роль второго плана (7 кинофестиваль Малайзии, 1987).

## Семья
- Жена — Зурина Закариа (c 1989).